# Dolichopeza pluricoma
Dolichopeza pluricoma är en tvåvingeart som beskrevs av Alexander 1935. Dolichopeza pluricoma ingår i släktet Dolichopeza och familjen storharkrankar. Inga underarter finns listade i Catalogue of Life.